# (243) Ida
Vous lisez un « bon article » labellisé en 2017.
Pour les articles homonymes, voir Ida.
(243) Ida est un astéroïde de la famille de Coronis, elle-même située dans la ceinture principale et qui a la particularité de posséder une lune astéroïdale. Il a été découvert le 29 septembre 1884 par l'astronome Johann Palisa et nommé d'après une nymphe de la mythologie grecque. Plus tard les observations ont classé Ida comme un astéroïde de type S, celui le plus représenté dans la ceinture d'astéroïdes intérieure. Le 28 août 1993, la sonde Galileo, à destination de Jupiter, a photographié Ida et sa lune Dactyle. C'est le deuxième astéroïde à être observé de près par un vaisseau spatial et le premier trouvé à posséder un satellite,.
Comme tous les astéroïdes de la ceinture principale, l'orbite d'Ida se trouve entre les planètes Mars et Jupiter. Sa période de révolution est de 4,84 années et sa période de rotation est de 4,63 heures. Ida, de forme irrégulière et allongée, a un diamètre moyen de 31,4 km. Il semble composé de deux grands objets reliés entre eux dans une forme qui rappelle celle d'un croissant. Sa surface est l'une des plus cratérisées du Système solaire, avec une grande variété de tailles et d'âges.
Dactyle, la lune d'Ida, a été découverte par un membre de la mission Galileo nommée Ann Harch à partir des images reçues. Le nom qui lui a été attribué provient des Dactyles dans la mythologie grecque, les créatures qui habitaient le mont Ida. Dactyle, avec seulement 1,4 kilomètre de diamètre, représente environ un vingtième de la taille d'Ida. Son orbite autour d'Ida n'a pas pu être déterminée avec une grande précision. Cependant, les études ont permis d'estimer la densité d'Ida, et ont révélé qu'il est appauvri en minéraux métalliques. Dactyle et Ida partagent de nombreuses caractéristiques, ce qui suggère une origine commune.
Les images de Galileo puis l'évaluation ultérieure de la masse d'Ida ont fourni de nouveaux indices sur la géologie des astéroïdes de type S. Avant le survol par la sonde, beaucoup de théories ont été proposées pour expliquer leur composition minérale. La détermination de leur composition permet d'effectuer une corrélation entre la chute d'une météorite sur la Terre et son origine dans la ceinture d'astéroïdes. Les données renvoyées par ce survol d'Ida ont fait apparaître que les astéroïdes de type S sont à l'origine des météorites à chondrites ordinaires, qui est le type le plus commun que l'on puisse trouver sur la surface de la Terre.

## Découverte et observations
Ida a été découvert le 29 septembre 1884 par l'astronome autrichien Johann Palisa à l'observatoire de Vienne. C'était sa 45e découverte d'astéroïde. Ida a été nommé par Moriz von Kuffner, un brasseur de Vienne et astronome amateur. Dans la mythologie grecque, Ida est une nymphe de Crète qui a élevé le dieu Zeus. Ida a été reconnu comme étant un membre de la famille d'astéroïdes de Coronis par l'astronome japonais Kiyotsugu Hirayama, qui a proposé en 1918 que le groupe constitue les restes d'un corps initial détruit.
Le spectre de réflexion d'Ida a été mesuré le 16 septembre 1980 par les astronomes David J. Tholen et Edward F. Tedesco dans le cadre de l'étude des astéroïdes en huit couleurs (ECAS). Son spectre correspondait au classement des astéroïdes de type S. De nombreuses observations ont été faites d'Ida au début de l'année 1993 par l'observatoire naval des États-Unis situé à Flagstaff en Arizona ainsi que par l'observatoire d'Oak Ridge situé à Harvard. Elles ont permis de mieux mesurer l'orbite d'Ida autour du Soleil et ont réduit l'incertitude de sa position, grâce au survol de la sonde Galileo, de 78 km à 60 km.

## Exploration

### Survol parGalileo

Images d'Ida sur une durée de 5.4 heures et montrant la rotation de l'astéroïde.

La sonde Galileo, se dirigeant vers Jupiter, survole l'astéroïde Ida en 1993. Les passages près des astéroïdes Gaspra et Ida étaient secondaires à sa mission. Ils ont été choisis comme cibles après la mise en place d'une politique de la NASA, afin de tester le survol d'astéroïdes par les vaisseaux spatiaux de passage dans la ceinture d'astéroïdes. Aucune mission n'avait auparavant tenté un tel survol.

Trajectoire de la sonde Galileo de son lancement à Jupiter

Galileo a été lancé en orbite par la navette spatiale Atlantis durant la mission STS-34 le 18 octobre 1989. Le changement de trajectoire de Galileo afin d'approcher Ida nécessite une consommation de 34 kg de propergol. Les planificateurs de la mission ont retardé la décision de tenter le survol de l'astéroïde jusqu'à ce qu'ils soient certains que cela laisserait suffisamment de propergol à la sonde pour achever sa mission vers Jupiter. Au cours de son trajet vers Jupiter, la sonde a traversé par deux fois la ceinture d'astéroïdes. Lors de son second passage, le 28 août 1993, elle est passée à côté d'Ida à une vitesse relative de 12 400 m/s soit 44 640 km/h.
La sonde a commencé à prendre des photos à partir de 240 350 km jusqu'à la distance la plus proche de 2 390 km. Ida était le deuxième astéroïde après Gaspra à être photographié par un engin spatial. Près de 95 % de la surface de Ida a été vue par la sonde lors du survol. La transmission des images d'Ida a été retardée en raison d'une défaillance irrémédiable de l'antenne à haut-gain de Galileo. Les cinq premières images ont été reçues en septembre 1993. Elles comprenaient une mosaïque d'images de l'astéroïde à une définition de 31-38 mégapixels. Les images restantes ont été renvoyées au printemps suivant, lorsque la distance de Galileo à la Terre permettait une transmission à plus fort débit.

### Découvertes
Les données renvoyées par Galileo du survol de Gaspra et Ida, puis plus tard par la mission NEAR Shoemaker, ont permis la première étude géologique de l'astéroïde. La surface relativement importante d'Ida a montré une grande diversité de caractéristiques géologiques. La découverte de sa lune, Dactyle, le premier satellite confirmé d'un astéroïde, a fourni des indications supplémentaires sur la composition d'Ida.

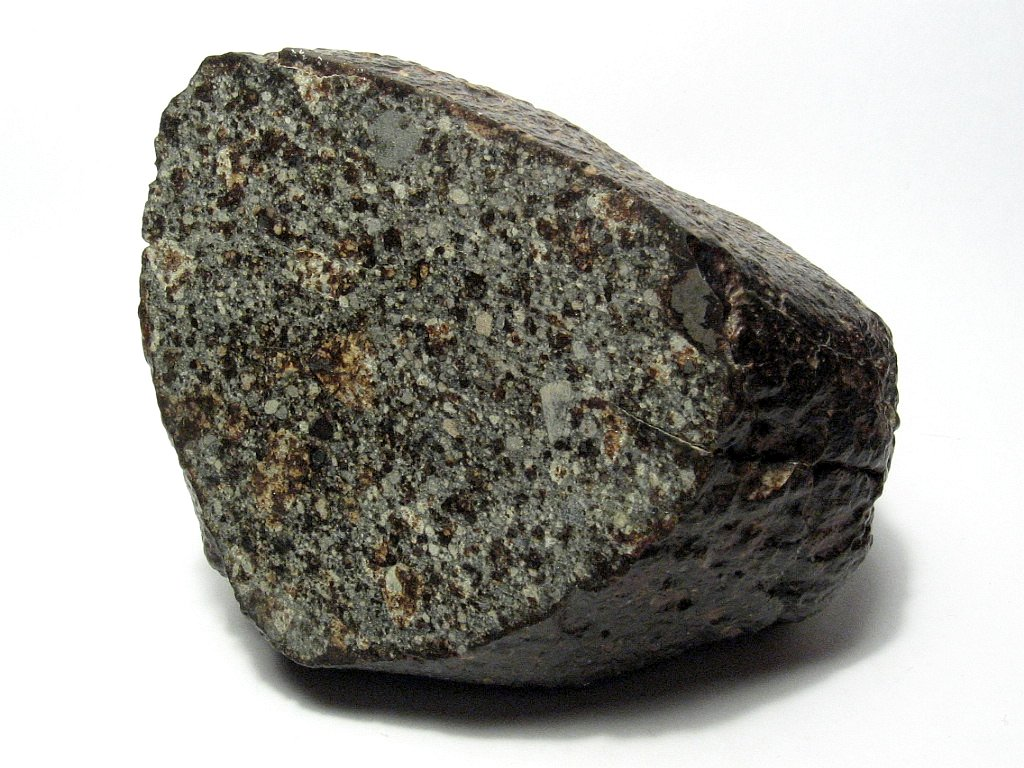
Section d'une météorite à chondrite ordinaire

Ida est classé comme un astéroïde de type S à partir de mesures spectroscopiques au sol. La composition de type S était incertaine avant le survol par Galileo mais était connue pour être l'un des deux minéraux présent dans les météorites tombées sur Terre : la chondrite ordinaire et la mixte (roche-fer). L'estimation de la densité d'Ida est limitée à moins de 3,2 g/cm3 par la stabilité à long terme de l'orbite de Dactyle. Ceci élimine la possibilité d'une composition roche-fer, pour laquelle Ida doit être composée de 5 g/cm3 de fer et d'un matériel riche en nickel, il devrait contenir plus de 40 % d'espace vide. Les images de Galileo ont également conduit à la découverte que l'« érosion de l'espace » avait lieu sur Ida, un processus qui fait apparaître les anciennes régions plus rouges. Ce même processus affecte à la fois Ida et sa lune, bien que Dactyle montre un changement moindre. L'érosion de la surface d'Ida a révélé un autre détail sur sa composition : les spectres de réflexion des parties récemment exposées ressemblent à ceux de météorites à chondrites ordinaires mais les régions plus anciennes concordent avec les spectres des astéroïdes de type S.
Ces deux découvertes, les effets de l'érosion de l'espace et la faible densité, conduisent à une nouvelle compréhension de la relation entre les astéroïdes de type S et les météorites roche-fer.
Les astéroïdes de types S sont les plus nombreux dans la partie intérieure de la ceinture d'astéroïdes. Les météorites à chondrites ordinaires sont également le type de météorite le plus commun découvert sur la surface de la Terre. Les spectres de réflexion mesurés par des observations à distance des astéroïdes de type S ne correspondent cependant pas à ceux des météorites à chondrites ordinaires. Le survol d'Ida par Galileo a montré que certains types S, en particulier ceux de la famille de Coronis, pourraient être l'origine de ces météorites.

## Caractéristiques physiques

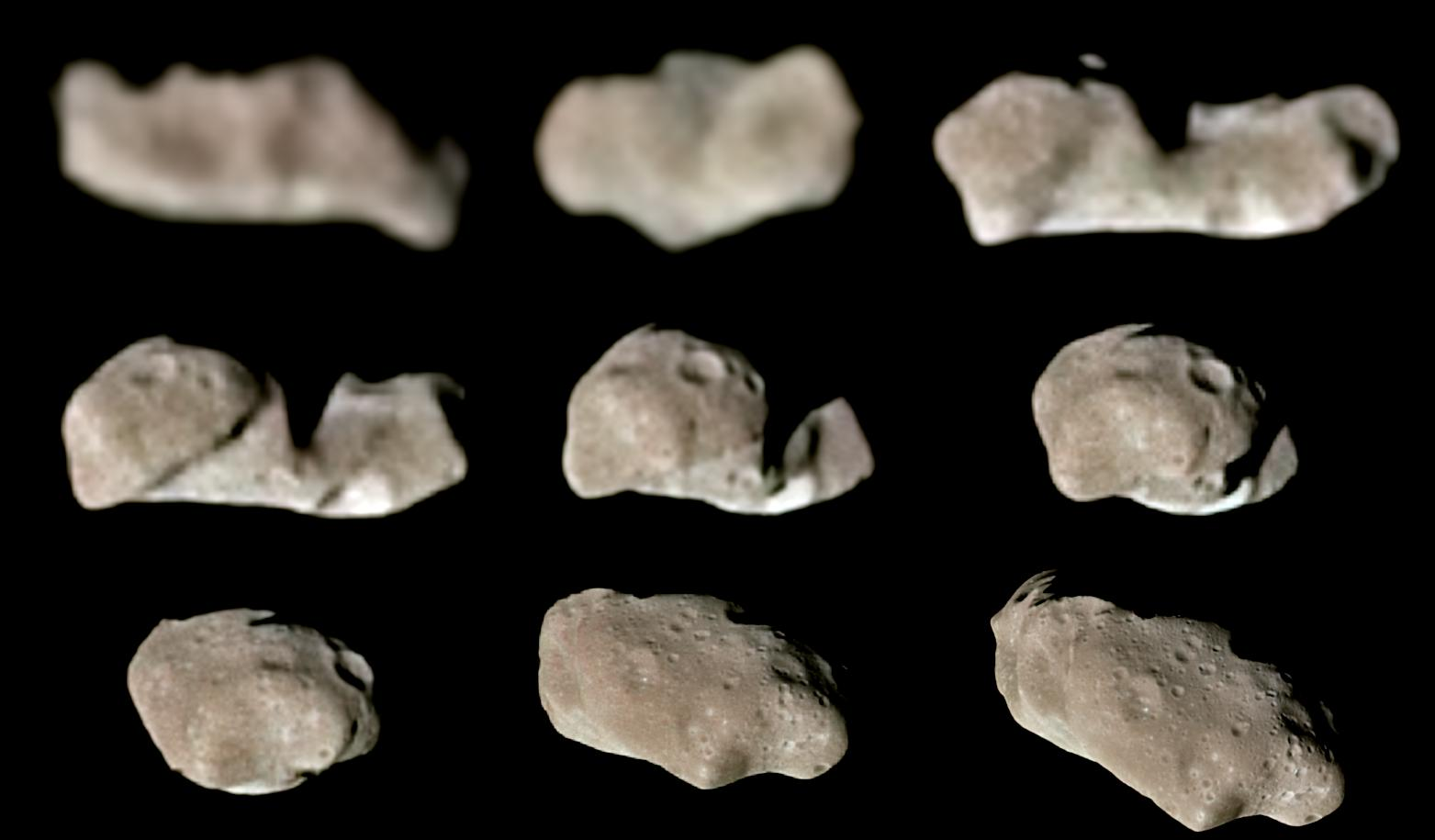
Photos représentant des profils d'Ida

La masse d'Ida se situe entre 3,65 et 4,99 × 1016 kg. Son champ gravitationnel produit une accélération d'environ 0,3 à 1,1 cm/s2 sur toute sa surface. Ce champ est si faible qu'un astronaute se tenant debout sur la surface d'Ida pourrait sauter d'une extrémité à l'autre. De même un objet se déplaçant à plus de 20 m/s (72 km/h) pourrait échapper définitivement au champ gravitationnel de l'astéroïde. Ida est un astéroïde qui est nettement allongé, un peu en forme de croissant et avec une surface irrégulière. Il est 2,35 fois plus long que large et avec une zone de démarcation qui sépare l'astéroïde en deux parties différentes. Cette zone est compatible avec le fait qu'Ida est formé de deux grands éléments solides, avec un ensemble de débris qui remplissent l'espace entre ces éléments. Aucun de ces débris n'a cependant pu être observé sur les images à haute résolution de Galileo. Bien qu'il existe sur Ida quelques pentes raides inclinées vers le haut à environ 50°, les pentes ne dépassent généralement pas 35°.
La forme irrégulière d'Ida est responsable de la forte inégalité du champ gravitationnel de l'astéroïde. L'accélération de surface est plus faible aux extrémités en raison de leur rapide vitesse de rotation. Elle est également faible près de la zone de démarcation car la masse de l'astéroïde est concentrée dans chacune des deux parties, loin de cette zone.

## Topographie

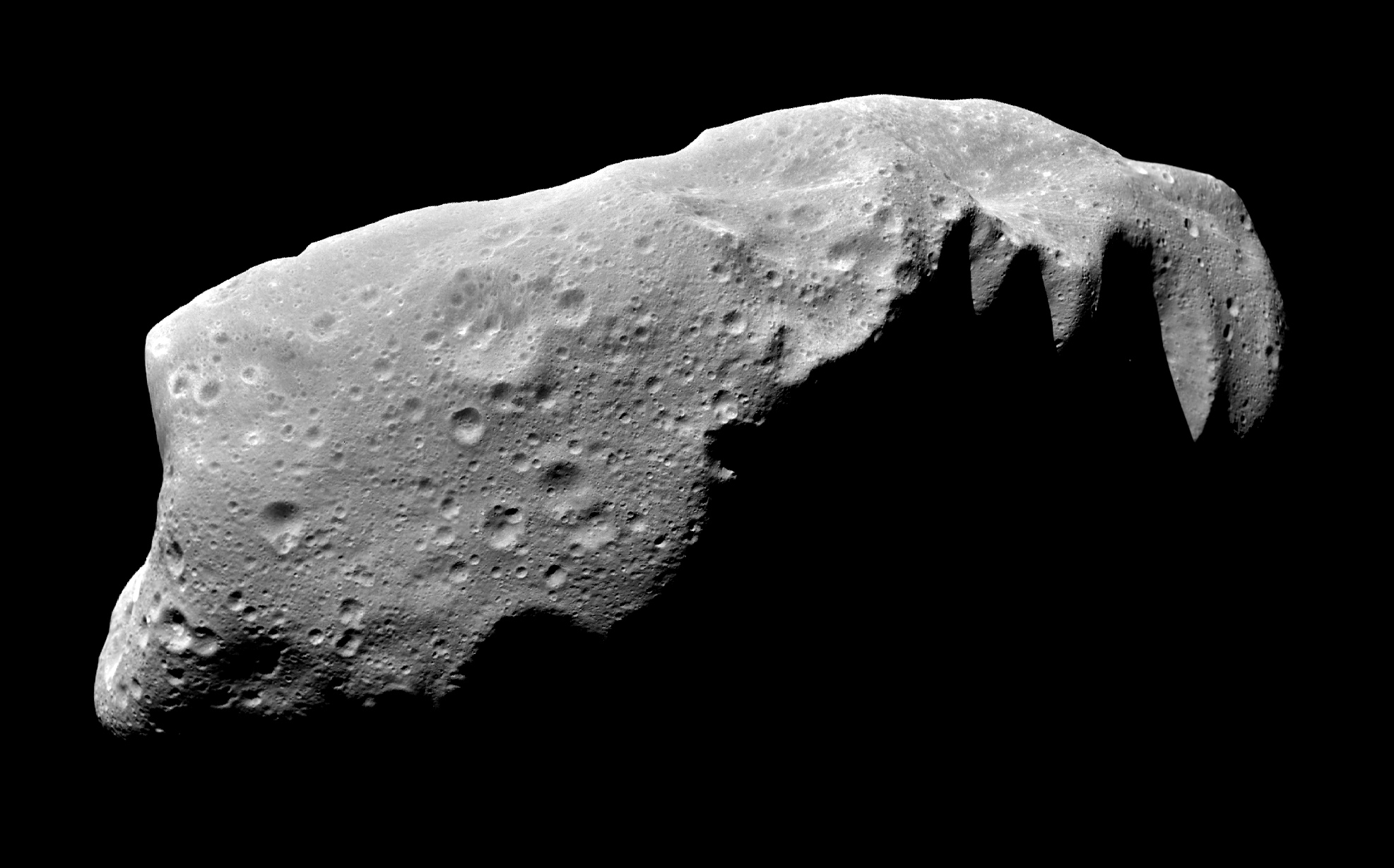
Photographie de la surface d'Ida obtenue par Galileo

La surface d'Ida est fortement cratérisée et principalement grise, bien que quelques petites variations de couleur indiquent de nouvelles formes et des surfaces découvertes. Outre des cratères, d'autres caractéristiques sont évidentes telles que des rainures, des crêtes, et des parties saillantes. L'astéroïde est recouvert par une épaisse couche de « régolithe », par de larges débris qui obscurcissent la roche au-dessous. Les gros blocs de pierre, des fragments de débris, sont nommés « blocs éjectas » et plusieurs d'entre eux ont été observés en surface.

### Régolithe
La couche de roche pulvérisée qui recouvre la surface d'Ida est appelée régolithe. Cette couche s'étend sur une épaisseur de 50  à   100 m. Ce matériau a été produit par des impacts et il s'est redistribué sur la surface d'Ida suivant des processus géologiques. Galileo a clairement montré des preuves de glissement récent de régolithe. Le régolithe sur Ida est composé de minéraux de silicate d'olivine et de pyroxène. Son apparence change avec le temps par un processus appelé « érosion de l'espace ». En raison de ce processus, le régolithe plus ancien apparaît plus rouge par rapport au matériau fraîchement exposé.
Environ 20 blocs d'éjecta de grande taille (40  à   150 m de diamètre) ont été identifiés, intégrés dans le régolithe d'Ida. Les blocs d'éjecta représentent la plus grande partie du régolithe. Les blocs d'éjectas sont supposés se briser rapidement à la suite d'un impact, donc ceux qui sont présents à la surface doivent avoir été formés récemment ou découverts par un impact. La plupart d'entre eux sont situés à l'intérieur des cratères Lascaux et Mammoth mais ils peuvent ne pas avoir été produits à cet endroit. Cette région attire des débris à cause du champ gravitationnel irrégulier d'Ida. Certains blocs peuvent avoir été éjectés du jeune cratère Azzurra situé de l'autre côté de l'astéroïde.

### Structures

Photo prise par Galileo d'un bloc de 150 m

Plusieurs structures majeures apparaissent à la surface d'Ida. L'astéroïde semble être divisé en deux parties, qui peuvent être désignées ici par la Région1 et la Région2, reliées entre elles par une « ceinture ». Cette caractéristique peut avoir été remplie par des débris ou soufflée hors de l'astéroïde par des impacts.
La Région1 contient deux grandes structures. La première est une crête proéminente de 40 km nommée Townsend Dorsum, en référence à Tim E. Townsend, membre de l'équipe d'imagerie de Galileo. Elle s'étend sur 150 degrés autour de la surface d'Ida. L'autre structure importante est une échancrure nommée Vienna Regio.
La Région2 est caractérisée par plusieurs séries de rainures, la plupart ont une largeur d'environ 100 m et une longueur pouvant atteindre 4 km. Elles sont situées non loin des cratères Mammoth, Lascaux et Kartchner mais sans y être reliées. Certaines rainures sont liées à des impacts majeurs, par exemple ceux en face de Vienna Regio.

### Cratères

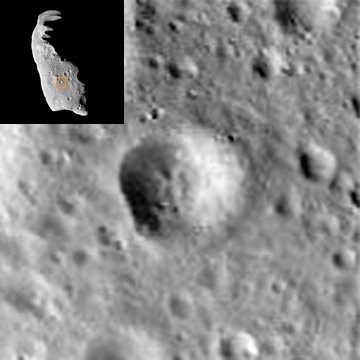
Crater Fingal d'une largeur de 1.5 km

Ida est l'un des astéroïdes connus possédant le plus de cratères du Système solaire et ces impacts ont été les premiers processus à façonner sa surface. La cratérisation a atteint son point de saturation, ce qui signifie que les nouveaux impacts effacent les anciens, laissant la quantité de cratères sensiblement la même, ils sont de toutes tailles et avec des stades de dégradation variés et des âges évoluant du plus récent à celui d'Ida lui-même. Le plus ancien semble avoir été formé au cours de l'éclatement de la famille de Coronis. Le plus grand, Lascaux, couvre presque 12 km. Il n'y a pas de grand cratère dans la Région1 alors que la Région2 contient presque tous les cratères de plus de 6 km de diamètre. Certains cratères sont aussi disposés en chaînes.
Les principaux cratères ont été nommés d'après des grottes et des tunnels de lave situés sur la Terre. Le cratère Azzurra, par exemple, a été nommé d'après une grotte immergée située sur la côte de l'île de Capri, la Grotta Azzurra. Azzurra semble être l'impact majeur le plus récent sur Ida. L'éjecta issu de cet impact est distribué de façon irrégulière sur Ida et est principalement responsable de sa couleur ainsi que des variations de l'albédo sur sa surface. Le cratère asymétrique et plus récent nommé Fingal forme une exception à la morphologie des cratères car il possède une frontière bien délimitée entre le fond et le bord du cratère sur un côté. Un autre cratère important, Afon, marque le premier méridien d'Ida.
La structure des cratères est simple : en forme de bol, sans fonds plats et sans pic central. Ils sont répartis uniformément sur Ida, à l'exception d'une saillie au nord du cratère Choukoutien qui est plus lisse et moins cratérisée. L'éjecta excavé par les impacts est réparti différemment sur Ida par rapport aux planètes en raison de sa rotation rapide, sa faible gravité et sa forme irrégulière. Les couvertures formées par l'éjecta sont disposées de façon asymétrique autour de leurs cratères mais un éjecta rapide qui s'échappe de l'astéroïde est définitivement perdu.

## Composition
Ida a été classé comme astéroïde de type S à partir de la similitude de ses spectres de réflectance avec des astéroïdes similaires. Les astéroïdes de types S peuvent partager leur composition avec des météorites à chondrites ordinaires ou roche-fer. La composition interne n'a pas été analysée directement, mais est supposée être similaire au matériau à chondrites ordinaires fondée sur l'observation des changements de couleur de surface et de la densité apparente d'Ida de 2,27 à 3,10 g/cm3. Les météorites à chondrites ordinaires contiennent des quantités variables de silicates d'olivine, de pyroxène, de fer et de feldspath. Olivine et pyroxène ont été détectés sur Ida par Galileo. Le contenu minéral semble être homogène dans toute son étendue. Galileo a constaté des écarts minimes sur la surface et la rotation de l'astéroïde indique une densité constante. En supposant que sa composition est semblable aux météorites à chondrites ordinaires, pour lesquels la densité varie entre 3,48 et 3,64 g/cm3, Ida aurait une porosité comprise entre 11 et 42 %. L'intérieur d'Ida contient probablement une certaine quantité de roche fracturée à l'impact, appelé mégarégolithe. La couche de mégarégolithe d'Ida s'étend entre quelques centaines de mètres sous la surface à quelques kilomètres. Certaines roches du noyau peuvent avoir été fracturées sous les grands cratères Mammoth, Lascaux et Undara.

## Orbites et rotations

Représentation des orbites et positions de cinq planètes ainsi que ceux de l'astéroïde (243) Ida en mars 2009

Ida est un membre de la famille de Coronis de la ceinture principale d'astéroïdes. Il orbite autour du Soleil à une distance moyenne de 2,862 UA, entre les orbites de Mars et de Jupiter,. Ida requiert 4,840 89 années pour compléter une orbite. Sa période de rotation est de 4,63 heures, ce qui en fait l'un des astéroïdes en rotation les plus rapides jamais découverts. Le moment d'inertie maximal calculé d'un objet uniformément dense de la même forme qu'Ida coïncide avec l'axe de rotation de l'astéroïde. Cela laisse à penser qu'il n'y a pas de grandes variations de densité à l'intérieur de l'astéroïde. L'axe de rotation d'Ida est en précession avec une période de 77 000 ans, en raison de la gravité du Soleil agissant sur la forme non sphérique de l'astéroïde.

## Origine
Ida s'est créée à la suite de l'éclatement du corps parent Coronis d'environ 120 km de diamètre. L'astéroïde ancêtre avait partiellement différencié les métaux plus lourds migrant vers le noyau. Ida a emporté avec lui des quantités insignifiantes de ce matériau de base. On ne sait pas il y a combien de temps ce phénomène de rupture a eu lieu. Selon une analyse des processus de formation des cratères d'Ida, sa surface possède plus d'un milliard d'années. Cependant, ceci est incompatible avec l'âge estimé du système Ida-Dactyle de moins de 100 millions d'années. Il est peu probable que Dactyle, en raison de sa petite taille, puisse avoir échappé à la destruction par une collision majeure sur une aussi longue période. La différence par rapport à  l'âge estimé peut être expliquée par une augmentation du taux de cratérisation par les débris provenant de la destruction de l'ancêtre Coronis.

## Lune astéroïdale

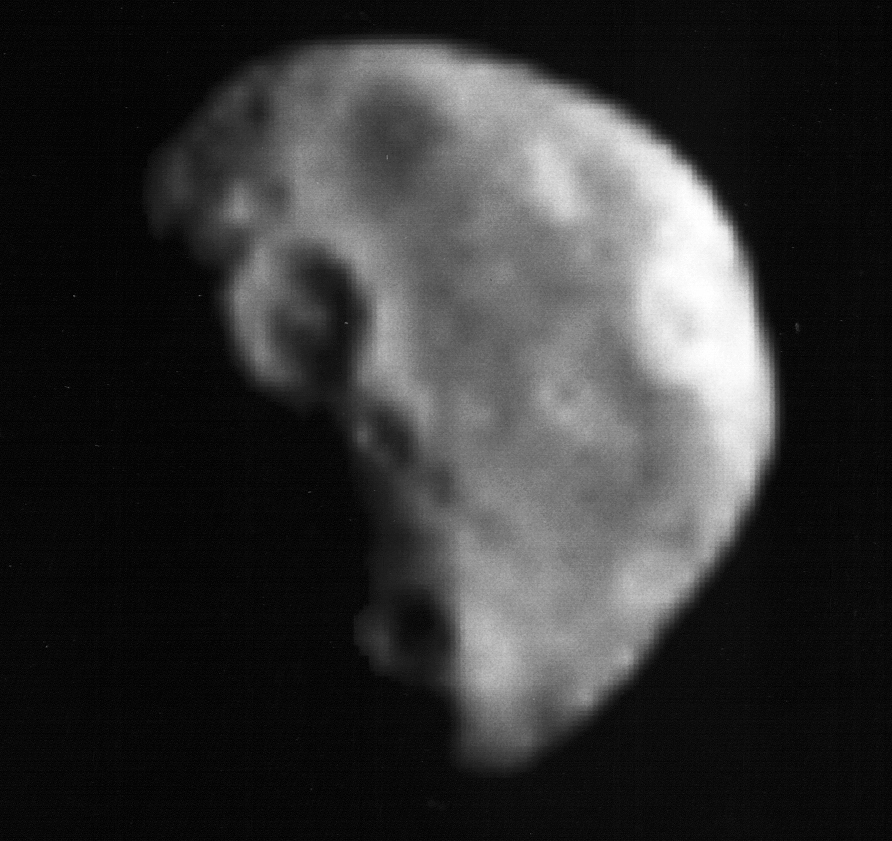
Photographie de Dactyle prise par Galileo, qui se trouvait à environ 3900 km de la lune.

Le petit satellite nommé Dactyle orbite autour de l'astéroïde Ida. Son nom est officiellement « (243) Ida I Dactyle » et a été découvert sur les images prises par la sonde Galileo lors de son survol en 1993. Ces images ont fourni la première confirmation directe d'une lune astéroïdale,,. Au moment du survol, elle était séparée d'Ida d'une distance de 90 kilomètres et se déplaçait sur une orbite prograde. La surface de Dactyle est recouverte de cratères, comme Ida, et se compose de matériaux similaires. Son origine est incertaine, mais les données du survol laissent penser que son origine serait un fragment de Coronis.
Dactyle ne mesure que 1,4 km de diamètre ; ce fut le premier satellite naturel d'astéroïde découvert. Certains chercheurs pensent que Dactyle a été formé par des débris éjectés d'Ida par un impact, alors que d'autres suggèrent qu'Ida et Dactyle se sont associés il y a plus d'un milliard d'années lorsque le corps céleste parent d'Ida se désagrégea. Les deux hypothèses possèdent des lacunes qui n'ont pas encore pu être résolues.